# Marko Kešelj
Marko Kešelj (Belgrado, 2 de janeiro de 1988) é um basquetebolista profissional sérvio, atualmente joga no Estrela Vermelha.